# Harz-Greiskraut
Das Harz-Greiskraut (Senecio hercynicus) ist eine Pflanzenart aus der Gattung der Greiskräuter (Senecio) innerhalb der Familie der Korbblütler (Asteraceae).

## Beschreibung

### Vegetative Merkmale
Beim Harz-Greiskraut handelt es sich um eine ausdauernde krautige Pflanze, die meist Wuchshöhen von 60 bis 180 Zentimetern erreicht. Der Habitus ist normalerweise recht schlank und erst im Bereich ihres Blütenstandes aufrecht verzweigt.
Die wechselständig am Stängel angeordneten Laubblätter sind sitzend und meist geöhrt. Die einfache Blattspreite ist länglich- lanzettlich und etwa dreimal so lang wie breit; ihr Rand ist gezähnt. Die Laubblätter sind auf beiden Seiten kahl oder fast kahl.

### Generative Merkmale
Die Blütezeit reicht von August bis Oktober. Der Hüllkelch der Blütenköpfchen besteht aus drei bis fünf Außenhüllblättern einer Innenhülle und aus neun bis elf Hüllblättern (Involucralblättern). Die körbchenförmigen Blütenstände enthalten meist fünf gelbe Zungenblüten mit einer linealischen Zunge und zwölf bis 18 gelbe Röhrenblüten.
Die Chromosomenzahl beträgt 2n = 40.

## Unterscheidung ähnlicher Arten
Ein weiteres Unterscheidungskriterium zum sehr ähnlichen Fuchsschen Greiskraut (Senecio ovatus) neben dem geöhrten Blattgrund ist das Vorhandensein von Drüsenhaaren auf den Außenhüllblättern.

## Vorkommen
Das Harz-Greiskraut findet man in nährstoffreichen, schattigen und feuchten Wäldern, besonders Mischwäldern. Es gedeiht in Pflanzengesellschaften der Ordnung Adenostyletalia, der Klasse Epilobietea, des Verbands Tilio-Acerion sowie in der Assoziation Aceri-Fagetum vor.
Es ist in den europäischen Mittelgebirgen, und in den Alpen verbreitet. Das Harz-Greiskraut ist nur auf Höhenlagen von über etwa 800 Metern anzutreffen. In Bayern kommt das Harz-Greiskraut nur in der Rhön, im Bayerischen Wald und im Allgäu vor. In den Allgäuer Alpen steigt es von 800–840 Metern südlich Altstädten in Bayern bis zu einer Höhenlage von 1450 Metern zwischen Schoppernau und Diedamsalpe im Vorarlberger Teil auf.

## Systematik
Die Erstbeschreibung von Senecio hercynicus erfolgte durch Joachim Herborg in Die Variabilität und Sippenabgrenzung in der Senecio nemorensis-Gruppe (Compositae) im europäischen Teilareal. – Dissertationes Botanicae, Band 107, 1987, S. 160.
Je nach Autor gibt es bei der Art Senecio hercynicus etwa vier Unterarten und/oder Varietäten:
- Senecio hercynicus Herborg subsp. hercynicus: Sie kommt in Mittel-, Süd- und Südosteuropa vor.[3]
- Senecio hercynicus subsp. dacicus (Hodálová & Marhold) Greuter (Syn.: Senecio dacicus Hodálová & Marhold): Sie kommt in Rumänien vor.[3]
- Senecio hercynicus subsp. dalmaticus (Griseb.) Greuter (Syn.: Senecio nemorensis subsp. dalmaticus (Griseb.) Nyman, Senecio jacquinianus var. expansus Boiss. & Heldr.): Sie kommt auf der Balkanhalbinsel vor.[3]
- Senecio hercynicus subsp. durmitorensis Herborg: Sie kommt nur in Montenegro vor.[3]
- Senecio hercynicus subsp. ucranicus (Hodálová) Greuter: Sie kommt in Polen, der Slowakei, der Ukraine und in Rumänien vor.[3]